# 코롤료프 (모스크바주)

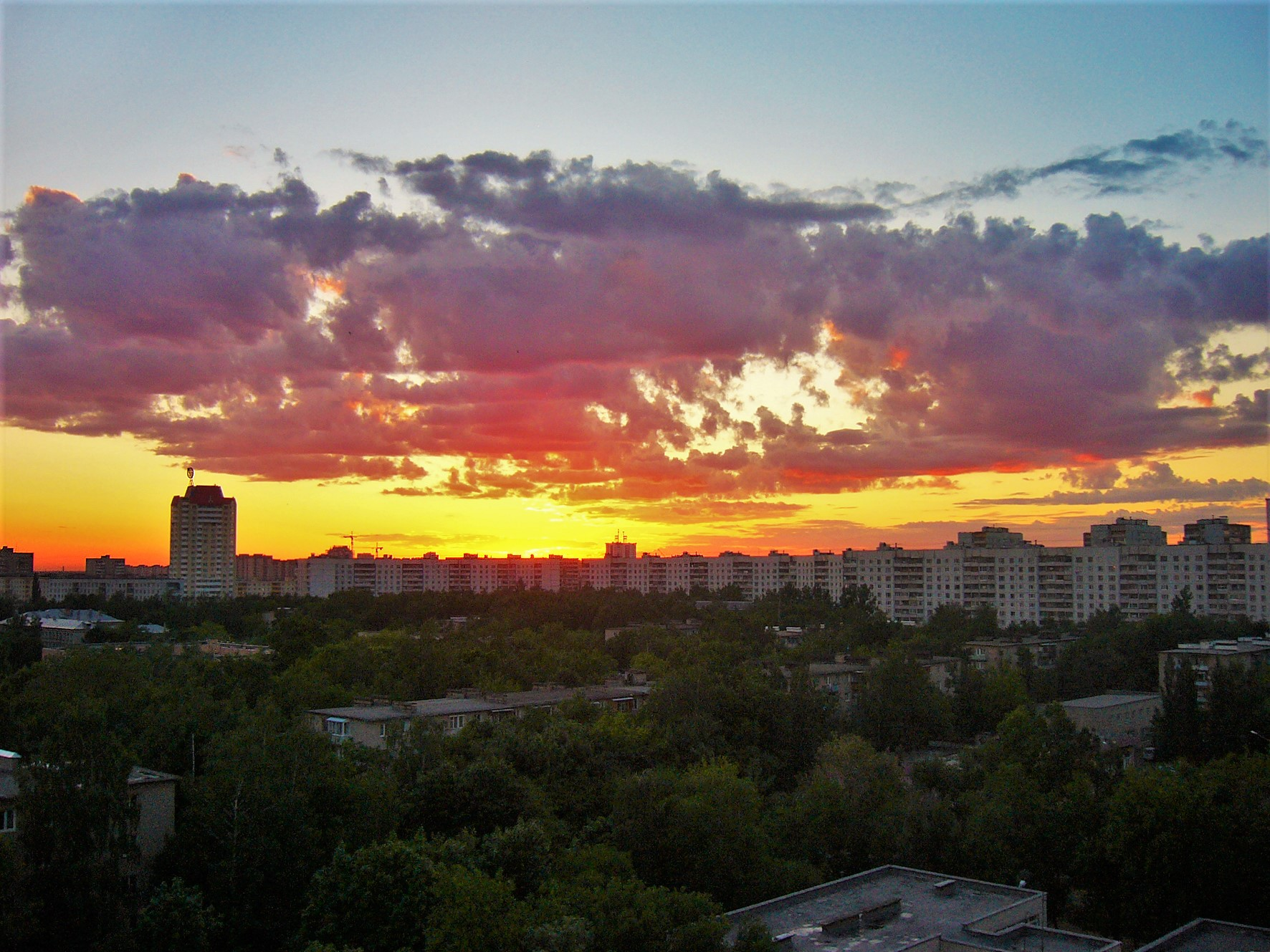
코롤료프

코롤료프(러시아어; Королёв)는 러시아 모스크바주에 있는 도시이다. 도시이름은 세르게이 코롤료프의 이름을 따서 붙였다.

## 같이 보기
- 러시아 연방 우주국
- MCC(Mission Control Center)

## 자매 도시
- 러시아 주콥스키
- 러시아 모스크바
- 러시아 힘키
- 카자흐스탄 바이코누르